# Digitale Gesellschaft
Digitale Gesellschaft és una associació alemanya fundada el 2010, compromesa amb els drets civils i la protecció dels consumidors en termes de política d'Internet. Els membres fundadors de l'associació són Markus Beckedahl, Andreas Gebhard, Falk Steiner, Matthias Mehldau, Andre Meister, Markus Reuter, Benjamin von der Ahe, Rüdiger Weis i John Weitzmann. Benjamin Bergemann és el seu portaveu. El maig de 2012 l'associació tenia una trentena membres. Segons Beckedahl, el petit nombre de membres és una estratègia organitzativa, que pot ser reproduïble a altres organitzacions similars.
L'objectiu del grup segons les seves pròpies paraules, és la creació d'una infraestructura de campanya per arribar també a les persones que pateixen l'esquerda digital. D'altra banda, Beckedahl va parlar en una entrevista "d'una defensa més eficaç enfront de la política i l'economia" com una altra part dels objectius de l'associació.
L'associació és molt crítica amb ACTA, el sistema de lobbies, Open government, dades obertes, privacitat de la informació, la retenció de dades de telecomunicacions, el copyright i la neutralitat de la xarxa. El 2013 van organitzar una manifestació al Checkpoint Charlie, durant la visita de Barack Obama, en contra del programa Prism de la NSA estatunidenca.